# Old school (album van Nils Lofgren)
Old school is een muziekalbum van Nils Lofgren uit 2011. Het is het eerste originele album sinds hij Sacred weapon (2006) uitbracht. Tussendoor verscheen nog wel The loner (2008), maar dat is een album met covers van Neil Young.
Met de verwijzing in de titel naar de term old school geeft Lofgren al min of meer de toon aan voor het werk dat zijn fans kunnen verwachten. Hij heeft in de loop van de jaren weinig gemoderniseerd waardoor ook dit album in de richting van de poprock ligt. Het ligt echter minder in lijn met het werk dat het grotere publiek van hem kent uit zijn tijd met Neil Young of met de E Street Band van Bruce Springsteen.
Zijn hang naar de betere tijden van vroeger komt ietwat overtrokken naar voren in de titelsong en openingsnummer Old school. Hoe een kind tegen de huidige generatie ouders aan zou kijken, verwoordt hij in dat nummer als volgt: "I need a 24/7 sexting cell, or I'll kill myself and see you in hell. Dad it’s all your fault that my life sucks. Oh by the way I need a hundred bucks."
In feite gaat dit album dan ook niet over kinderen, maar houdt hij ze enigszins voor de gek. Al zal dat in sommige gevallen niet echt de bedoeling van Lofgren geweest zijn, aldus een recensie in PopMatters. Het gaat meer over het feit dat Lofgren intussen zelf op leeftijd is. De titel van het tweede nummer, 60 is the new 18, sluit hier bijvoorbeeld ook bij aan. Het nummer Miss you Ray gaat over Ray Charles; Charles overleed ongeveer zeven jaar eerder.
Het album stond een week in de Zweedse hitparade en bereikte de hitlijsten in de VS bijvoorbeeld niet.

## Nummers
| Nummer | naam                      | duur |
| ------ | ------------------------- | ---- |
| A1     | Old school                | 3:12 |
| A2     | 60 is the new 18          | 3:03 |
| A3     | Miss you Ray              | 2:39 |
| A4     | Love stumbles on          | 3:52 |
| A5     | Amy Joan blues            | 2:43 |
| A6     | Irish angel               | 5:12 |
| B1     | Ain't too many of us left | 4:42 |
| B2     | When you were mine        | 4:33 |
| B3     | Just because you love me  | 2:32 |
| B4     | Dream big                 | 4:30 |
| B5     | Let her get away          | 3:09 |
| B6     | Why me                    | 4:24 |